# Лока-при-Фраму
Лока-при-Фраму (словен. Loka pri Framu) — поселення в общині Раче-Фрам‎, Подравський регіон‎, Словенія.